# Trolejbusy w Sybinie
Trolejbusy w Sybinie − zlikwidowany system komunikacji trolejbusowej w rumuńskim mieście Sybin, działający w latach 1983−2009.

## Historia
Decyzję o  budowie systemu trolejbusowego w Sybinie podjęto w 1982. Trolejbusy w Sybinie uruchomiono 17 sierpnia 1983. Uruchomiono wówczas dwie linie trolejbusowe o długości 11 km:
- Cimitir − Gară
- Gară − B-dul Mihai Viteazu

W 1985 sieć trolejbusową rozbudowano o 10 km. W 1987 sieć trolejbusowa liczyła 14 km, a w 1989 już 17 km. W 1992 zakupiono 3 trolejbusy Škoda z Niemiec. W 1993 zakupiono 4 trolejbusy z Lozanny. W 1995 zakupiono kolejne 4 trolejbusy z Lozanny typu FBW - HRA. Kolejne trolejbusy z Lozanny zakupiono w 1998 kiedy to zakupiono 6 trolejbusów typu FBW 91T i  5 typu FBW - HRA. Długość sieci wynosiła 24 km. Trolejbusy w Sybinie zlikwidowano i zastąpiono autobusami 15 listopada 2009.

## Linie
W Sybinie były trzy linie trolejbusowe:
- T1: Han Dumbrava – Calea Dumbravii – Constitutiei – Sens Giratoriu (Abatorului)
- T2: Piața Rahova − Mihai Viteazu − Calea Dumbravii − Corneliu Coposu - str. Lazaret - Hotel Libra
- T5: V. Aurie - Calea Poplacii - Calea Dumbravii - Gh. Dima - Irmes